# Tziaos
Tziaos (in greco Κιάδος o Τζιάος o Τσατσος?; in turco: Serdarlı o Çatoz), anche Chatos, è una cittadina e un comune situato de jure nel distretto di Famagosta della Repubblica di Cipro e de facto nel distretto di Gazimağusa della Repubblica Turca di Cipro del Nord. I musulmani (turco-ciprioti) costituivano anche prima del 1974 gli unici abitanti del villaggio.
La sua popolazione totale era di 1 055 abitanti nel 2011.

## Geografia fisica
Il villaggio si trova nel mezzo della pianura della Messaria, a tre chilometri a nord del villaggio di Marathovounos/Ulukışla.

## Origini del nome
Il significato del nome è oscuro. Esiste un insediamento sull'isola egea di Tino con un nome simile, scritto come "Tjiatos". Secondo una leggenda, nell'attuale ubicazione di Serdarlı in epoca lusignana esisteva un grande castello, da cui un feudatario governava l'intera regione. Nel corso del tempo, attorno a questo castello furono costruite case e l'insediamento risultante fu chiamato Meyi. Quando il trasferimento di popolazione iniziò con la conquista ottomana dell'isola nel 1571, coloro che si stabilirono nella regione iniziarono a usare il nome Çatoz, che deriva da "Şato". Nel 1958 Çatoz è stato ribattezzato Serdarlı, sulla base del fatto che i suoi abitanti provenivano dalla famiglia Serdaroğulları. Tuttavia Serdarlı significa "generale dell'esercito" nel sistema di classificazione ottomano. Secondo Osman Erciyas, il villaggio fu chiamato Serdarlı in onore di Mustafa Mehmetali Serdar, che era un Mukhtar (capo villaggio) molto popolare durante il periodo britannico.

## Storia
Dal 1964 al 1974, Tziaos  / Serdarlı fu il centro amministrativo militare dell'enclave turco-cipriota nella regione. Nel 1971, aveva una popolazione di 1 000 persone.
Nel 1969, l'UNFICYP aiutò a raggiungere un accordo nell'area di Tziaos e Marathovounos grazie al quale i greco-ciprioti con terreni in o vicino ai turco-ciprioti avrebbero potuto lavorarli informando l'UNFICYP un giorno prima del numero dei lavoratori impiegati, che sarebbe stato comunicato alla controparte.
A metà del 1971, la tensione nelle zone di Tziaos e Marathovouno aumentò a causa della difficoltà degli agricoltori greco-ciprioti di lavorare la loro terra. L'UNFICYP cercò di risolvere il problema appellandosi all'accordo esistente, ma i turco-ciprioti non erano disposti ad accontentarsi del numero, e volevano essere anche informati sulle generalità  di coloro che avrebbero lavorato la terra.
I greco-ciprioti che cercavano di raggiungere i loro terreni senza avvisare l'UNFICYP ne furono impediti dalla polizia turco-cipriota. In risposta, il governo minacciò di inviare la polizia per garantire il raccolto. La forza di pace riuscì a calmare la situazione.

## Società

### Evoluzione demografica
I musulmani (turco-ciprioti) costituivano gli unici abitanti del villaggio. Per tutto il periodo britannico il villaggio fu abitato quasi esclusivamente da turco-ciprioti, anche se i registri riportano un piccolo numero di greco-ciprioti che vissero nel villaggio per brevi periodi di tempo tra il 1891 e il 1931. Nella prima metà del XX secolo, la popolazione del villaggio è aumentata costantemente, passando da 484 abitanti nel 1901 a 842 nel 1960.
Nessuno dei suoi abitanti originari fu sfollato; tuttavia, durante la guerra intercomunale del 1964, il villaggio servì come importante centro di accoglienza per molti sfollati turco-ciprioti, provenienti soprattutto da Vitsada/Pınarlı e Palaikythro/Balıkesir. Nel 1971, il geografo Richard Patrick registrò 66 sfollati che vivevano ancora nel villaggio. Dal 1964 al 1974, Chatos/Serdarlı è stato il centro amministrativo militare dell'enclave turco-cipriota della regione. Nel 1971, Patrick stimò la popolazione del villaggio a 1 000 abitanti.
Attualmente il villaggio è occupato principalmente dai suoi abitanti originari. Tuttavia, dalla metà degli anni novanta anche alcuni turco-ciprioti provenienti dai villaggi vicini e i rimpatriati dall'estero hanno acquistato proprietà, costruito case e si sono stabiliti qui. Secondo i dati turco-ciprioti del 2006, la popolazione del villaggio era di 1 041 abitanti.

## Amministrazione

### Gemellaggi
Tziaos è gemellata con:
- Nazilli, Aydın [6]